# Lasioptera lespedezae
Lasioptera lespedezae är en tvåvingeart som beskrevs av Shinji 1939. Lasioptera lespedezae ingår i släktet Lasioptera och familjen gallmyggor. Inga underarter finns listade i Catalogue of Life.